# Руський Куюк
Руський Кую́к (рос. Русский Куюк) — присілок в Граховському районі Удмуртії, Росія.

## Населення
Населення — 22 особи (2010; 55 у 2002).
Національний склад станом на 2002 рік:
- росіяни — 95 %

## Історія
За даними 10-ї ревізії 1859 року в присілку було 29 дворів та проживало 327 осіб. До 1921 року присілок був в складі Бемижевської волості (з 1920 року — Троцької) Єлабузького повіту, після присілок відійшов до складу Можгинського повіту. В 1924 році присілок увійшов до складу Троцької сільської ради. 1925 року присілок став центром Русько-Куюкської сільради, а з 16 червня 1954 року — він увійшов до Староятчинської сільської ради.

## Урбаноніми[3]
- вулиці — Руськокуюцька